# ナスミス式望遠鏡

ナスミス式望遠鏡

ナスミス式望遠鏡（ナスミスしきぼうえんきょう、Nasmyth telescope）は、反射式望遠鏡の一形式である。

## 発明
発明で富を得たジェームス・ナスミスは48歳で引退し天体観測に専念するようになった。彼の主義として材料しか買わず、注意と知識と忍耐により素晴らしいニュートン式望遠鏡を自作していた。だんだん自作望遠鏡は大きくなり、51cm望遠鏡を計画した時、梯子を使う危険と不便を避けるために鏡筒に耳軸をつけて光軸をそこに出し、接眼鏡を装着する方法を考案した。

## 機構
カセグレン式望遠鏡やリッチー・クレチアン式望遠鏡に平面鏡を1枚加え、光線を望遠鏡の耳軸に導いて観測する形式である。経緯台式の架台に載せれば接眼部が常に水平で高さも一定となり、大型の観測装置を脱着するのに便利であり、大型望遠鏡に採用される。
採用例としてリッチー・クレチアン式望遠鏡をナスミス式とした旧ソビエト連邦の6m望遠鏡「BTA-6」、北軽井沢駿台学園天文台の75cm望遠鏡等が採用している。
欠点としては、長時間の観測で視野が回転するため、写真撮影の場合はこれをガイドする必要がある。